# Priscagrion
Priscagrion is een geslacht van libellen (Odonata) uit de familie van de Megapodagrionidae (Vlakvleugeljuffers).

## Soorten
Priscagrion omvat 2 soorten:
- Priscagrion kiautai Zhou & Wilson, 2001
- Priscagrion pinheyi Zhou & Wilson, 2001